# The Notorious H.A.F.T.
The Notorious H.A.F.T. ist ein Mixtape des deutschen Rappers Haftbefehl. Es erschien am 24. Februar 2012 zum kostenlosen Herunterladen und im Jahr 2015 als limitierte LP.

## Hintergrund
The Notorious H.A.F.T. wurde am 24. Februar 2012 über die Internetseite des Splash!Mags veröffentlicht. Es enthält Remixe von Sololiedern und Kollaborationen mit anderen Rappern. Der Titel des Mixtapes ist an den Künstlernamen des US-amerikanischen Rappers The Notorious B.I.G. angelehnt, der einige Tage nach der Veröffentlichung seinen 15. Todestag hatte. Haftbefehls Vortragsweise wurde vor allem in der Rezeption zu seinem Album Kanackiş häufiger mit dem Stil von The Notorious B.I.G. verglichen.

## Titelliste
1. Dann mit der Pumpgun (Brenk-RMX) (feat. Manuellsen und Massiv) – 4:10
2. Glänzen (Hade-RMX 2) – 3:40
3. Schock (Fid Mella-RMX) – 2:44
4. Dunkle Träume (Torky Tork-RMX) (feat. Chaker) – 2:33
5. Rotlichtmilieu (Dexter-RMX) (feat. Kollegah und Farid Bang) – 4:24
6. Von Bezirk zu Bezirk (Kova-RMX) (feat. Azad und Jeyz) – 3:40
7. Hass Schmerz (Torky Tork-RMX) – 2:40
8. Nehm' dir alles weg (16 Bars) (Shuko-RMX) – 1:55
9. Psst (V.Raeter-RMX) – 2:19
10. An alle Azzlackz (Suff Daddy-RMX) – 3:01
11. Gestern Gallus, heute Charts (Mortis One-RMX) – 4:11
12. Sommernacht in Offenbach (Brenk-RMX) – 3:08
13. H.A.F.T. (Dexter-RMX) – 4:11
14. Azzlackz sterben jung (Clefco-RMX) – 3:26
15. Dunkle Träume (Ingvar-RMX) (feat. Chaker) – 2:36
16. Glänzen (Hade-RMX 1) – 3:55

## Produktion
Die Remixe zu den Songs des Rappers wurden von Shuko, Suff Daddy, Brenk, Dexter, Fid Mella, Clefco, V.Raeter, Torky Tork, Kova und Hade angefertigt. Das abschließende Mastering wurde von Kova übernommen.

## Kritik
Die E-Zine Laut.de, die Haftbefehls Soloalben Azzlack Stereotyp und Kanackiş negativ bewertet hatte, wählte das kostenlose Mixtape auf Rang 21 ihrer Liste der „25 besten Hip Hop-Alben 2012“. In einem Kommentar wird darauf verwiesen, dass Haftbefehl polarisiere und seine Gegner „dieses Remix-Tape […] auch nicht umstimmen“ werde. Die restlichen Hörer können sich „über klassische Haft-Flows, neu und untypisch arrangiert, teilweise auf kleinen Sensationen von Beats“ freuen.
Die Internetseite 16bars.de erklärte, dass auf dem Mixtape „die gewohnten Synthie-Bretter“ der Stücke Haftbefehls gegen „weitestgehend Sample-basierte Produktionen“ ausgetauscht worden seien. Dabei sei „ein sehr rundes, abwechslungsreiches Mixtape“ herausgekommen.
In einer Kritik der Internetseite Mixtapesammelstelle wurde die Veröffentlichung ebenfalls gelobt. Wenn „die originale Beatauswahl das Talent des Rappers“ vergeude, helfe aus Sicht der Redaktion „nur ein Remix, der den Rap richtig zur Geltung kommen“ lasse. Dies sei mit The Notorious H.A.F.T. gelungen. Die neuen Beats geben den Liedern die „Mobb Deep Schlagseite“. Sie werden darüber hinaus als „asphalttrockner Boombap“ charakterisiert.
Haftbefehl selber äußerte in einem Interview, dass er mit den neuen Versionen seiner Lieder nicht zufrieden sei. Aus seiner Sicht seien lediglich zwei bis drei „Knaller“ auf dem Mixtape zu hören.